# 比卡斯
比卡斯是巴西米纳斯吉拉斯州的一个市镇。总面积139.538平方公里，总人口13638人，人口密度97.7人/平方公里。